# Вільна демократична партія
Вільна демократична партія Німеччини (нім. Freie Demokratische Partei) — парламентська політична партія Федеративної Республіки Німеччина. Дотримується ліберальної ідеології. Входить до складу урядових коаліцій у шести землях.

## Вибори 2021
На федеральних виборах до Бундестагу 2021 року партія отримала 11,5 % голосів.

## Вибори та уряд 2009

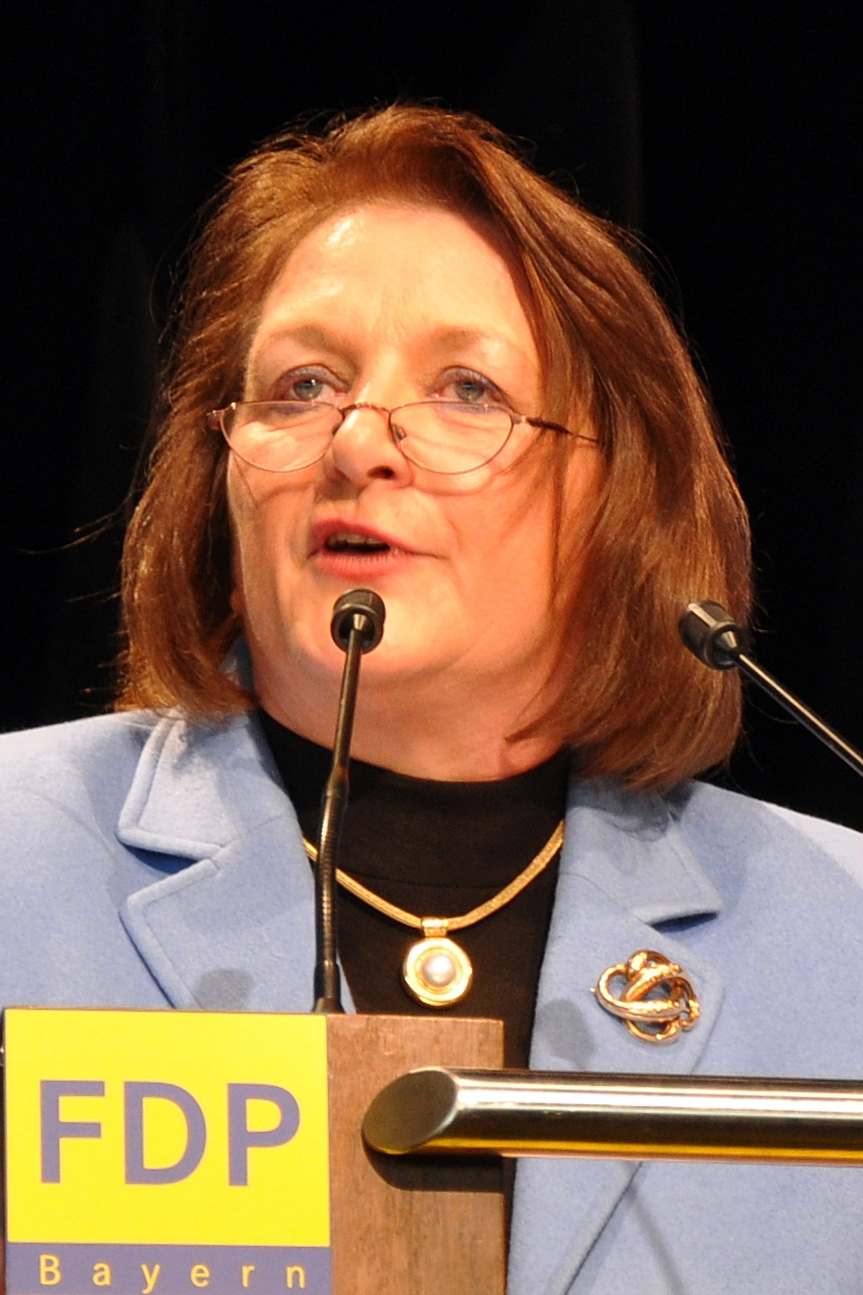
Сабіне Лойтгой-зер-Шнарренбергер — міністр юстиції

На федеральних виборах 27 вересня 2009 партія отримала рекордні для себе 14,6 % голосів і здобула 93 місця в Бундестазі.
28 вересня 2009 завершились перемовини щодо коаліційних домовленостей у другому уряді Ангели Меркель, розподіл урядових посад був таким: ХДС — 7 місць, ХСС — 3 місця і ВДП — 5 місць.
Міністри від ВДП:
- Гідо Вестервелле (нім. Guido Westerwelle) — віцеканцлер, міністр закордонних справ.[4]
- Філліп Рослер (нім. Philipp Rösler) — 36-річний уродженець В'єтнаму. Наймолодший міністр уряду. Очолив міністерство охорони здоров'я (ВДП на виборах обіцяла реформування сфери охорони здоров'я).[4]
- Сабіна Лойтгойссер-Шнарренбергер (нім. Sabine Leutheusser-Schnarrenberger) — міністр юстиції.
- Райнер Брюдерле (нім. Rainer Brüderle) — міністр економіки і технології.
- Дірк Нібель (нім. Dirk Niebel) — міністр економічної допомоги та розвитку. Дірк, бувши опозиціонером, ратував за ліквідацію саме цього міністерства.[4]

## Лідери

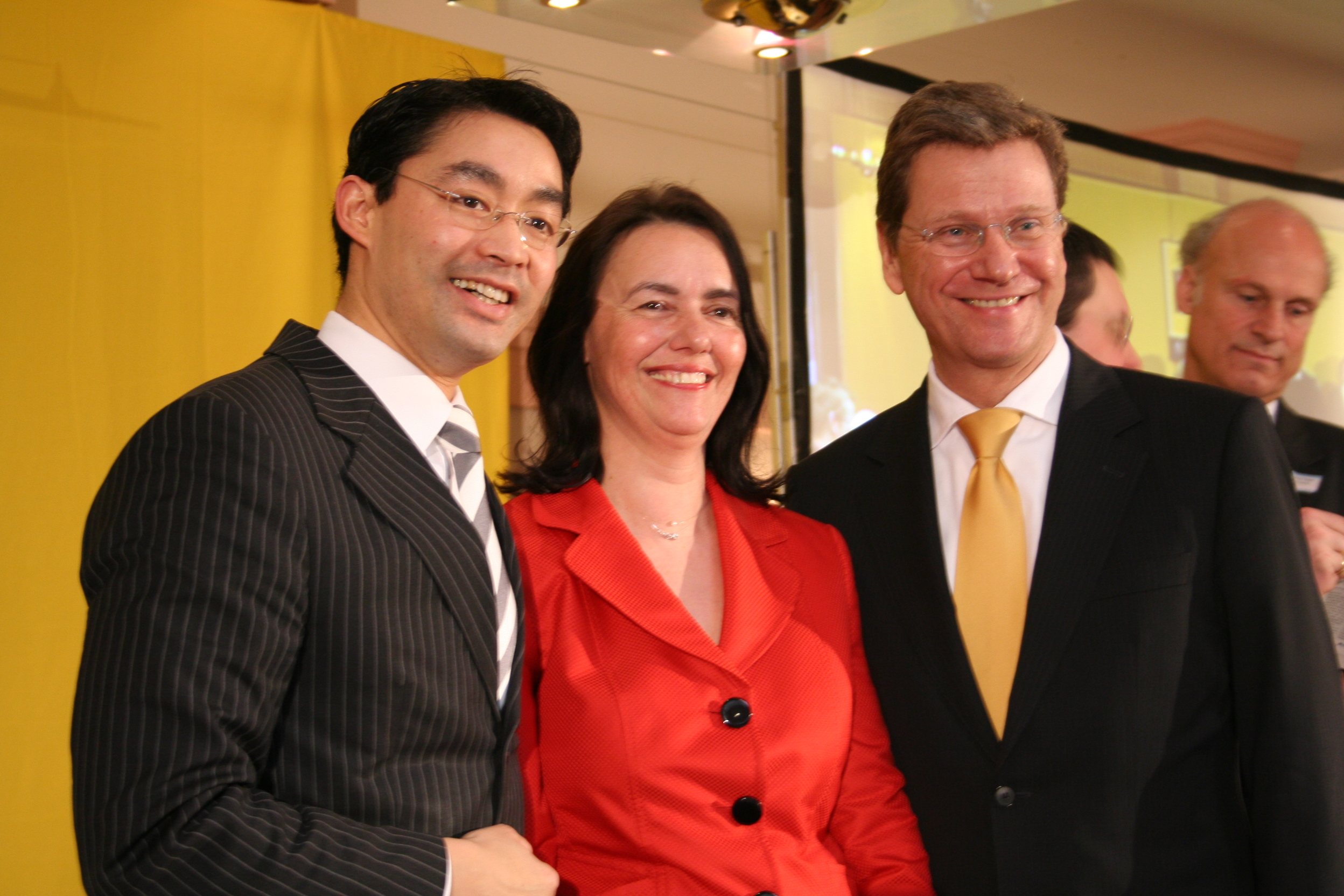
Зліва направо: Філіпп Реслер, Ніколь Брахт-Бендт та Ґідо Вестервелле на партійній конференції ВДП. 2009 рік.

- Раніше голова партії — Філіпп Реслер, віцеканцлер (2011—2013) і міністр економіки та технології (2011—2013). Очолив партію 13 травня 2011 та за три дні обійняв посаду віцеканцлера. З 12 травня 2011 до 17 грудня 2013 міністр економіки та технології, до цього був міністром охорони здоров'я. За фахом військовий медик.[5]

- Генеральний секретар ВДП — Дірк Нібель обіймав посаду міністра Федерального міністерства з економічного співробітництва і розвитку, за квотою партії.[6][7]

- Попередній голова партії — Гідо Вестервелле міністр закордонних справ ФРН (2009—2013), з 28 вересня 2009 до 16 травня 2011 обіймав посаду віцеканцлера.[6] Був головою партії з 2001 року, до цього був генеральним секретарем партії з 1994. На початку політичної кар'єри організував і очолював молодіжне крило партії — Юні Ліберали. 13 травня 2011 передав повноваження керівника ВДП Філіппу Реслеру.[6][5]

Очільники

| Лідер               | (нім.)                 | поч. | кін. |
| ------------------- | ---------------------- | ---- | ---- |
| Теодор Гойс         | Theodor Heuss          | 1948 | 1949 |
| Франц Блюхер        | Franz Blücher          | 1949 | 1954 |
| Томас Делер         | Thomas Dehler          | 1954 | 1957 |
| Райнгольд Маєр      | Reinhold Maier         | 1957 | 1960 |
| Еріх Менде          | Erich Mende            | 1960 | 1968 |
| Вальтер Шеель       | Walter Scheel          | 1968 | 1974 |
| Ганс-Дітріх Геншер  | Hans-Dietrich Genscher | 1974 | 1985 |
| Мартін Бангеманн    | Martin Bangemann       | 1985 | 1988 |
| Отто Граф Лямбсдорф | Otto Graf Lambsdorff   | 1988 | 1993 |
| Клаус Кінкель       | Klaus Kinkel           | 1993 | 1995 |
| Вольфганг Ґергардт  | Wolfgang Gerhardt      | 1995 | 2001 |
| Ґідо Вестервеллє    | Guido Westerwelle      | 2001 | 2011 |
| Філліп Реслер       | Philipp Rösler         | 2011 | 2013 |
| Крістіан Лінднер    | Christian Lindner      | 2013 | 2025 |
| Крістіан Дюрр       | Christian Dürr         | 2025 | нині |

## Політика
Партія виступає за денуклеаризацію країни. ВДП — єдина німецька партія, що включила до своєї програми пункт про членство України в ЄС, хоча й у довгостроковій перспективі. Партія виступає також за потенційне членство в Євросоюзі держав західних Балкан.
Після отруєння Олексія Навального ВДП закликала зупинити будівництво «Північного потоку-2» поки Росія порушує права людини. Партія також висловилася за те, щоб продовження будівництва «Північного потоку-2» було тісно пов'язане з інтересами партнерів з Європейського Союзу та України.